# Yueyang
Yueyang (kinesisk skrift: 岳阳; pinyin: Yuèyáng) er en kinesisk by på præfekturniveau i provinsen Hunan i det sydlige Kina. Præfekturet har et areal på 14.898 km², og en befolkning på 5.460.000 mennesker (2007).
Bypræfekturet ligger ved bredden af Dongtingsøen.

## Administrative enheder
Yueyang består af tre bydistrikter, to byamter og fire amter:
- Bydistriktet Yueyanglou (岳阳楼区), 304 km², 550.000 indbyggere;
- Bydistriktet Junshan (君山区), 623 km², 230.000 indbyggere;
- Bydistriktet Yunxi (云溪区), 417 km², 160.000 indbyggere;
- Byamtet Miluo (汨罗市), 1.670 km², 700.000 indbyggere;
- Byfylket Linxiang (临湘市), 1.714 km², 480.000 indbyggere;
- Amtet Yueyang (岳阳县), 2.905 km², 750.000 indbyggere;
- Amtet Huarong (华容县), 1.610 km², 710.000 indbyggere;
- Amtet Xiangyin (湘阴县), 1.535 km², 690.000 indbyggere;
- Amtet Pingjiang (平江县), 4.118 km², 1,0 millioner indbyggere.

## Historie
Området var befolket allerede mer end 1000 år f.Kr. Det blev etableret i 210 e.Kr. som distriktet Hanchang, under De tre rigers tid. 
Under Song-dynastiet (960-1279) blev Yueyang stærkt befæstet. En ca. 6,5 km lang mur blev bygget rundt om byen, som blev sæde for den militære områdeforvaltning, og det var på denne tid at man begyndte at bruge navnet navnet Yueyang. Erobringen af byen under Taipingoprøret i 1852 var en vigtig sejr for oprørerne på deres fremrykning nordover langs Yangtzefloden mod Nanjing. 
Det var ved grundlæggelsen af Folkerepublikken Kina i 1949 at Yueyang blev bypræfektur.

## Trafik

### Jernbane
Jingguangbanen, som er toglinjen mellem Beijing i nord og Guangzhou i syd, har stoppested her. Den passerer blandt andet også Shijiazhuang, Handan, Zhengzhou, Wuhan, Changsha og Shaoguan. 

### Vej
Kinas rigsvej 107 fører gennem området. Den løber fra Beijing til Shenzhen (ved Hongkong, og passerer provinshovedstæderne Shijiazhuang, Zhengzhou, Wuhan, Changsha og Guangzhou.
29°22′N 113°06′Ø / 29.367°N 113.100°Ø